# Junto & Misturado (série)
Junto & Misturado é um programa de televisão brasileiro produzido pela TV Globo, com direção de Maurício Farias e com roteiro de Aloísio de Abreu, Elisa Palatnik, Fábio Porchat, Marcelo Saback, Rosana Ferrão e Ian SBF. O elenco contava com Bruno Mazzeo, Fábio Porchat, Débora Lamm, Gregório Duvivier e Renata Castro Barbosa. A primeira temporada foi exibida entre 1 de outubro e 17 de dezembro de 2010. O programa foi cancelado após já terem sido gravados cinco episódios da segunda temporada, os quais nunca foram ao ar. A emissora definiu a volta do programa nos domingos, a partir de 1 de dezembro de 2013, em 5 episódios (os que já foram gravados e não foram exibidos), de 1 a 29 de dezembro, após o Fantástico substituindo Sai de Baixo.

## Enredo
Os episódios eram baseados em crônicas diárias, mas de forma exagerada, sem personagens fixos, sendo cada história diferente das demais.

## Elenco
| Bruno Mazzeo          |
| Débora Lamm           |
| Renata Castro Barbosa |
| Fabíula Nascimento    |
| Fábio Porchat         |
| Gregório Duvivier     |
| Heloísa Perissé       |
| Marcelo Médici        |
| Luís Miranda          |
| Rodrigo Pandolfo      |
| Gabriela Duarte       |
| Fernanda de Freitas   |
| Augusto Madeira       |
| Letícia Isnard        |
| Kiko Mascarenhas      |